# 市電

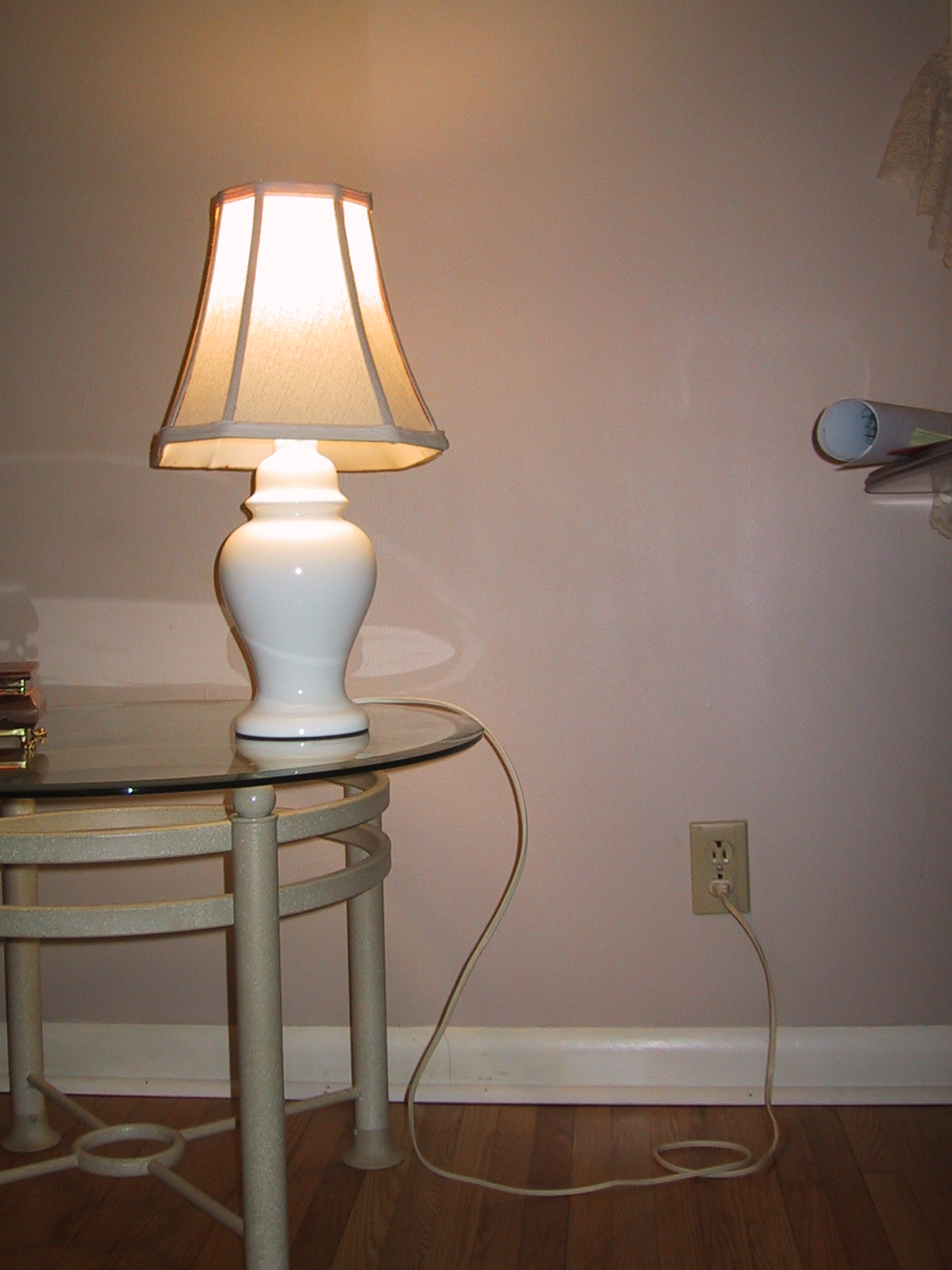
檯燈連接到牆上插座

市電是提供給家用或企業使用的一般性交流電，也就是一般在家裡使用電器時將插頭插在牆上的插座使用的電力。在香港，市電俗稱濕電，與乾電相對。
交流電的電流是有波動的，因此電壓及頻率與交流電有密切關係。電源插座和插頭在各個國家都有各自的標準，使其在外型、等級、尺寸和種類都有所不同。但一般而言，電壓值通常在100V到240V之間，而最常見的頻率值是50Hz和60Hz。部分國家的境外屬地的電源規格與本土領地差異很大，因此另外列出而不和本土領地並列。注意主電源規格對有旅行需求的人尤其重要，因為不同的規格可能導致電器設備的損壞，比如手機或電腦就有可能因此無法充電、強行充電造成故障，或因此引發火災或爆炸。

## 主電源系統
對於電壓，頻率，請參閱家用電源列表
世界各地區使用的主要供電是主要用來供給家用電器、小型商用電器與各種照明設備，可區分出幾種差異：
- 電壓
- 頻率
- 插頭和插座形式
- 接地形式

- 防止過電流損壞（例如短路）、觸電和火災危險
- 參數允許的誤差

所有參數因地區而異。電壓一般在100伏～240伏的範圍內，兩種常用的頻率是50赫茲和60赫茲。單相或三相功率是現在最常用的。
內飛地（enclave），如大型工廠或海外軍事基地，可能與周邊使用不同的標準電壓或頻率。有些城市可能使用與周邊農村不同的標準（例如利比亞）。處於無政府狀態的地區可能沒有中央電力控制，電力由其他規格的私人來源提供。

## 電壓等級

世界電源電壓和頻率地圖

世界上大多數人口（歐洲、非洲、亞洲、澳洲、紐西蘭和南美洲大部分地區）使用的电压是230V ±6％，在英國和澳大利亞使用的電壓為230V +10％/-6％， 以符合大多數變壓器皆為240V的規格，但是部分国家或地區，例如日本、台灣、沙特阿拉伯、北美洲、中美洲和南美洲北部的一些地區使用的电压规格是100伏或127伏。

### 測量電壓
應區分供電點的電壓（電力公司與使用者互連點的標稱電壓）和設備的額定電壓（使用電壓或負載電壓）。通常使用電壓比標稱系統電壓低3%到5%，例如：標稱的208V供應系統將連接到標示「200V」的電機，允許裝置和電源之間的電壓下降。本文中的電壓是標稱電源電壓，這些系統上使用的設備將帶有稍低的使用電壓。配電系統電壓本質上接近正弦，電壓表示為均方根(RMS)電壓。 電壓容差適用於穩定狀態操作，配電網路中的瞬間重負載或開關操作可能會導致短期偏差超出容限範圍，風暴和其他異常情況可能導致更大的瞬間狀態變動。一般而言，來自具有多個來源的大型網路的電源比可能只有一台發電機提供給孤立社區的電源更穩定。

### 標準化
大多歐洲國家正逐漸將電壓調整成230/400V，歐盟規定的供電為：低電壓、單相、均方根電壓值230V ±6%、50 Hz 。在完成變更的過渡期間（1995–2008），容許以前使用220V的國家使用230V +6% −10%的電壓範圍；以前使用240V的國家則可使用230V +10% −6%電壓範圍。但無論是220V或240V，實際上都無須調整，因為兩者都在230V的容許誤差範圍內（230V ±6%）
在美國和加拿大國家標準規定供電的誤差範圍為−5%到+5%。
在日本，電力供應為100V。東部和本州（包括東京）和北海道的北部地區使用50赫茲的頻率，而本州西部（包括名古屋、大阪、廣島）、四國、九州和沖繩则使用60赫茲。在日本銷售的頻率敏感設備通常可以在兩個頻率之間切換。

## 電壓和頻率的歷史

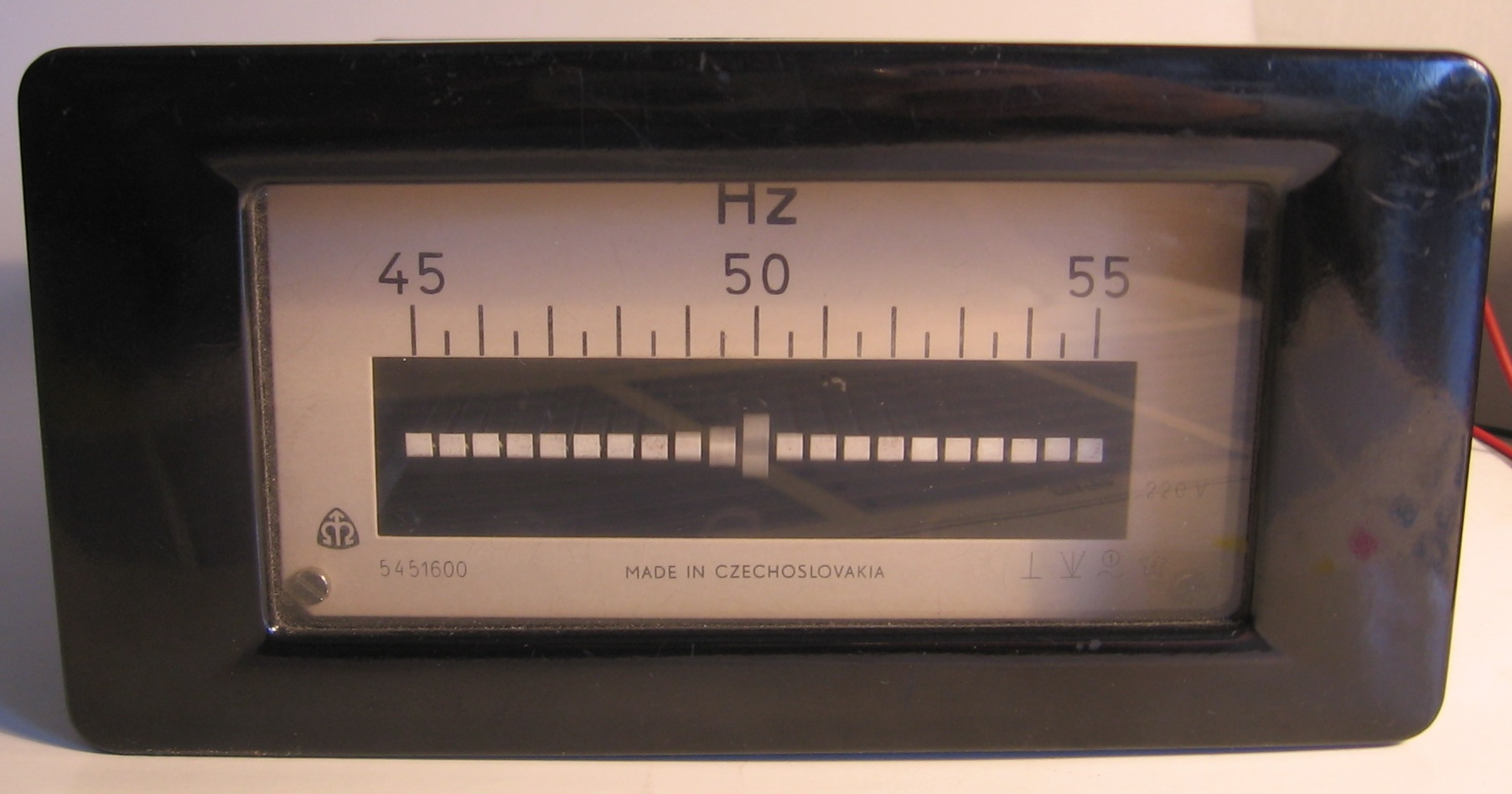
50±5赫茲振簧電源頻率計，用於220伏

愛迪生研製的直流（DC）在110伏系統，他认为以这个电压供应交流和直流電都是安全的。系統三相交流電發電，輸電和配電是由19世紀尼古拉·特斯拉、乔治·威斯汀豪斯等開發的。
後來金屬燈絲燈泡變得可行。1899年，柏林 Elektrizitäts-Werke公司（BEW），一個柏林電力設施，決定通過切換到220伏，以金屬絲燈電壓較高能力的優勢，大大提高其配送能力節省輸送成本。這成為德國配電及歐洲其他地區和220伏系統模型變得普遍。北美的做法仍然有近110伏電壓的燈具。
1883年愛迪生發明了一種三相配電系統，讓直流電的代工廠為客戶提供服務的更廣泛的半徑。此節省了銅的成本，因為燈被串聯連接在220伏的系統上，使用連接在攜帶兩個子電路之間的任何不平衡的中性導線。這後來被改編為交流電路。大多數照明和小家電跑120伏，而大電器可以連接到240伏該系統保存的銅和是與現有的設備向後兼容。另外，原來的插頭可與修改後的系統中使用。
在美國，在19世紀末期，西屋決定60赫茲和AEG在德國決定在50赫茲最終導致世界主要被分為兩大陣營的頻率。大多數60赫茲系統是名義上120伏和至多50赫茲標稱230伏的顯著的例外是巴西，它具有一個同步60赫茲的網格，與兩個120伏和220伏作為在不同地區的標準電壓。

### 引用
1. ↑  IEC/TR 60083 （页面存档备份，存于）, Plugs and socket-outlets for domestic and similar general use standardized in member countries of IEC, International Electrotechnical Commission (2006)
2. ↑   (PDF).   [2016-04-01]. （原始内容 (PDF)存档于2018-03-11）.
3. ↑  （英文）國際電工委員會 第472號文件1988年
4. ↑  （英文）1994年電力供應（修訂，第2號）規例；1988年電力供應規例
5. ↑  （英文）國際電工委員會standard EN 50160: Voltage characteristics of electricity supplied by public distribution systems
6. ↑  （英文）英國標準BS 7697：額定電壓為低電壓公共電力供應系統
7. ↑  （英文）ANSI C84.1: American National Standard for Electric Power Systems and Equipment—Voltage Ratings (60 Hertz) 的存檔，存档日期2007-07-27.
8. ↑  （英文） CSA C235: Preferred Voltage Levels for AC Systems, 0 to 50 000 V
9. ↑  Thomas P. Hughes, Networks of Power: Electrification in Western Society 1880-1930, The Johns Hopkins University Press,Baltimore 1983 ISBN 0-8018-2873-2 pg. 193